# موزه ملی طبیعت و علم

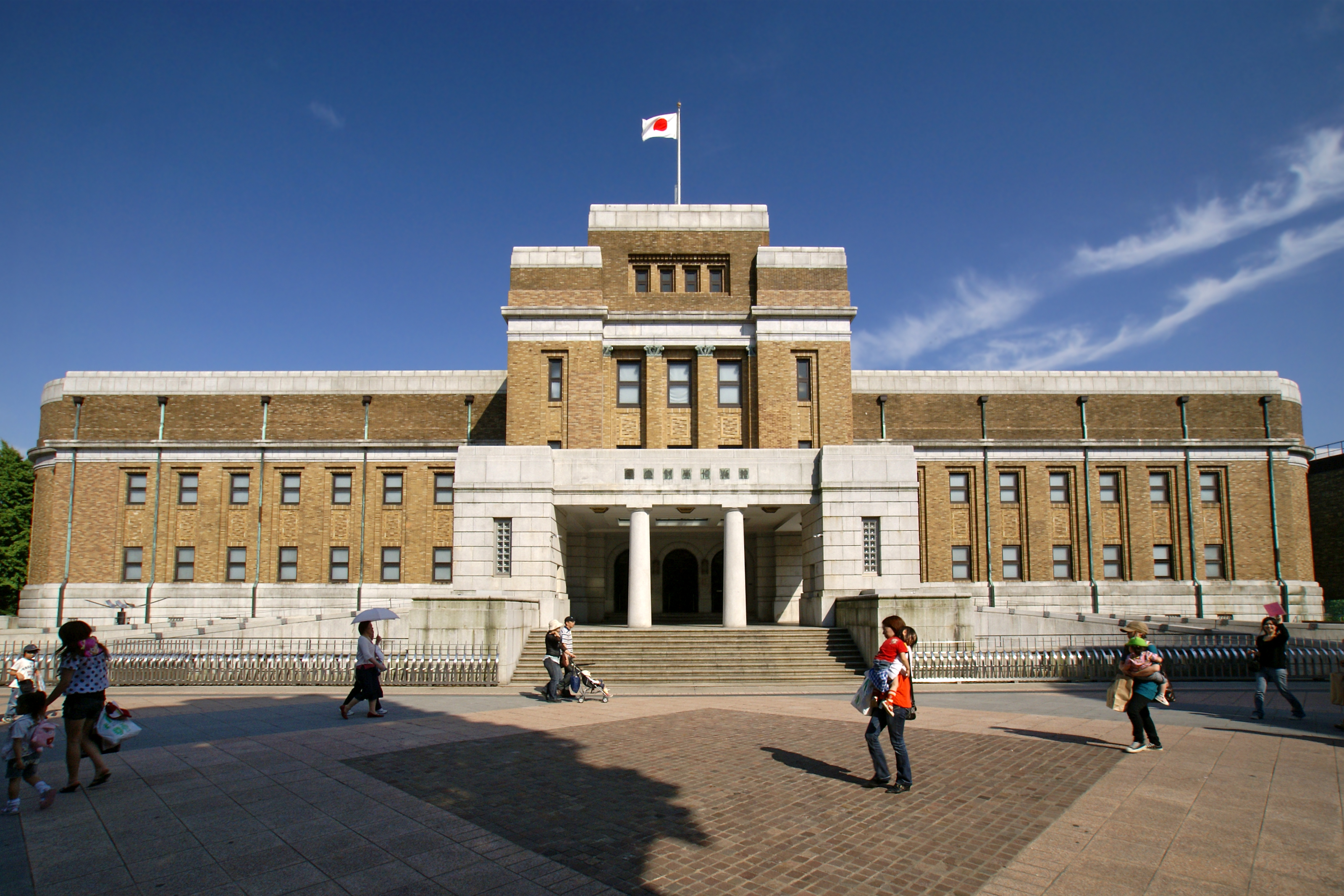
ساختمان موزه ملی طبیعت و علم.

موزه ملی طبیعت و علم (به ژاپنی: 国立科学博物館 Kokuritsu Kagaku Hakubutsukan) (به انگلیسی: National Museum of Nature and Science)در شمال پارک اوئنو در توکیو، پایتخت ژاپن واقع شده‌است. این موزه در سال ۱۸۷۱ میلادی ساخته شده‌است و در سال ۱۹۲۶ به عنوان موزه آغاز به کار کرده‌است و تا به امروز چندین بار نام آن تغییر پیدا کرده است. نامگذاری جدید در سال ۲۰۰۷ انتخاب شده‌است. این موزه به تاریخ طبیعی اختصاص دارد.

## دسترسی
- ایستگاه اوئنو

## نگارخانه

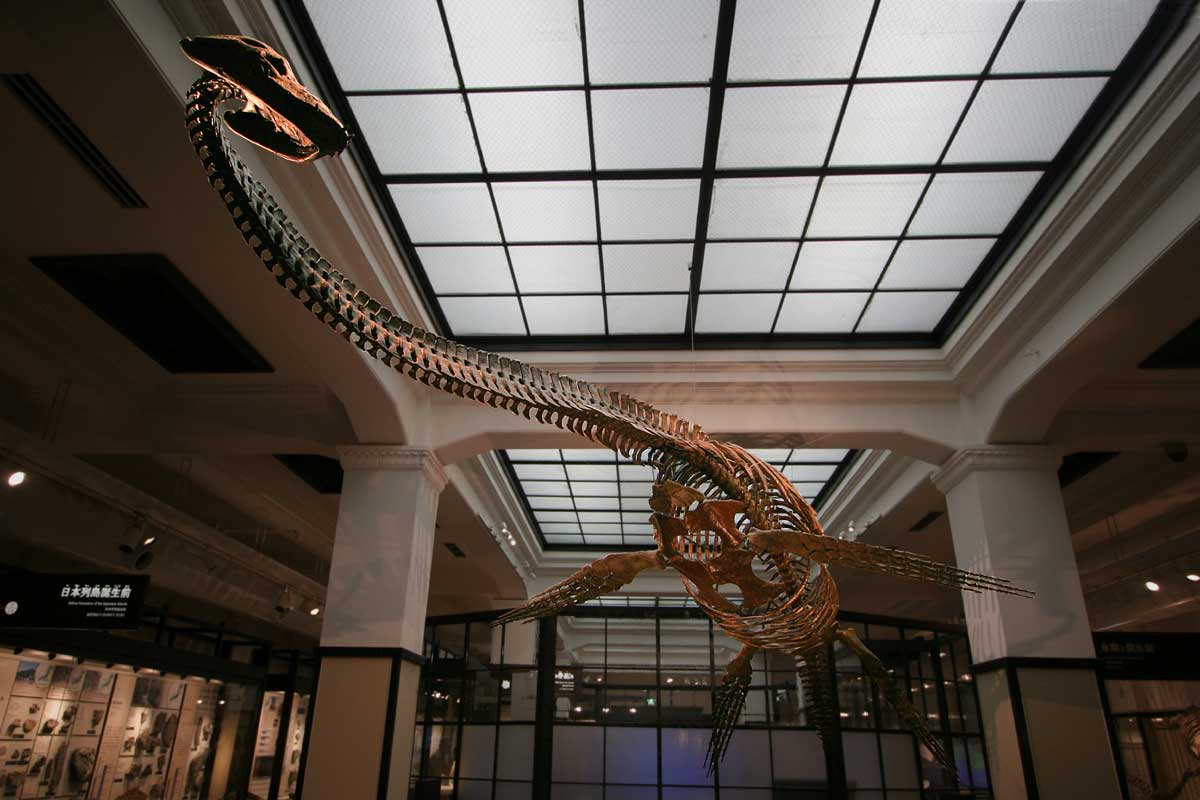
داخل موزه
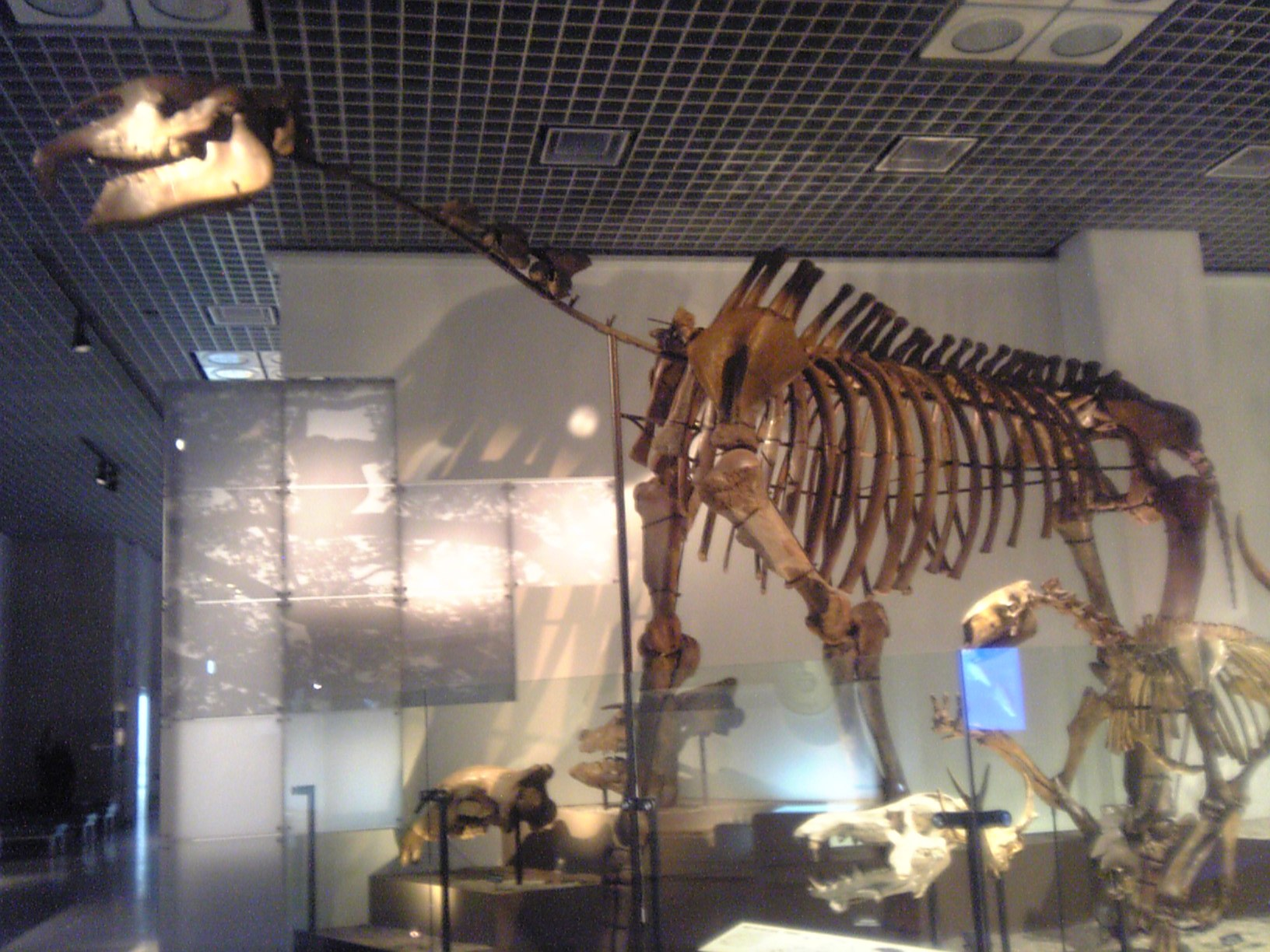
اسکلت دایناسورها داخل موزه